# Demirözü (Haymana)
Demirözü (Koerdisch: Bazika), vroeger ook wel Taburoğlu of Temirözü genoemd, is een dorp in het Turkse district Haymana in de provincie Ankara. Het ligt op 115 kilometer afstand van Ankara en 41 kilometer van Haymana.
Volgens wet nr. 6360 werden alle Turkse provincies met een bevolking van meer dan 750.000 uitgeroepen tot grootstedelijke gemeenten (Turks: büyükşehir belediyeleri), waardoor de dorpen in deze provincies de status van mahalle hebben gekregen (Turks voor stadswijk). Ook Demirözü heeft sinds 2012 de status van mahalle.

## Bevolking
Op 31 december 2019 telde het dorp Demirözü 380 inwoners, waaronder 220 mannen en 160 vrouwen. De meeste inwoners zijn etnische Koerden die het Luri-dialect van het Koerdisch spreken. De meeste inwoners zijn werkzaam in de veeteelt. Het dorp was een van de grotere dorpen in Haymana, maar heeft tegenwoordig een veel kleinere bevolking dan voorheen (zie tabel). De meeste inwoners zijn gemigreerd naar steden zoals Ankara, Istanboel en Bursa. Ook in Duitsland wonen veel families die oorspronkelijk uit dit dorp afstammen.
| Mannen            | 181 | 199 | -   | 304 | 384 | 503 | 573   | -     | -     | -     | -   | -   | -     | 220 |
| Vrouwen           | 174 | 179 | -   | 307 | 338 | 462 | 529   | -     | -     | -     | -   | -   | -     | 160 |
| Inwoners (totaal) | 355 | 378 | 450 | 611 | 722 | 965 | 1.102 | 1.188 | 1.225 | 1.057 | 815 | 986 | 1.325 | 380 |

Centrale districtsplaats (İlçe Merkezi): Haymana
Dorpen (Köyler):
Ahırlıkuyu · Aktepe · Alahacılı · Altıpınar · Ataköy · Bahçecik · Balçıkhisar ·  Boğazkaya · Bostanhüyük · Bumsuz · Büyükkonak · Büyükyağcı · Cihanşah · Cingirli · Culuk · Çalış · Çatak · Çayraz · Çeltikli ·  Demirözü · Dereköy · Deveci · Devecipınarı · Durupınar  · Durutlar  · Emirler · Esen · Eskikışla · Evci · Evliyafakı · Gedik · Gültepe · Güzelcekale · İncirli · Karahoca  · Karaömerli  · Karapınar  · Karasüleymanlı  · Katrancı · Kavakköy · Kerpiçköy · Kesikkavak · Kızılkoyunlu · Kirazoğlu · Kutluhan · Küçükkonak · Küçükyağcı · Saatli · Sarıdeğirmen · Sarıgöl · Sazağası · Serinyayla · Sırçasaray · Sinanlı · Sındıran · Soğulca · Söğüttepe · Şerefligökgöz · Tabaklı · Tepeköy · Toyçayırı · Türkhüyük · Türkşerefli · Yamak · Yaprakbayırı · Yaylabeyi · Yeniköy · Yergömü · Yeşilköy  · Yeşilyurt · Yukarısebil · Yurtbeyli